# Christian Wood
Christian Marquise Wood (Long Beach, 27 settembre 1995) è un cestista statunitense, di ruolo ala grande, professionista nella NBA.

## Carriera

### Detroit Pistons (2019-2020)
Wood è stato richiamato dai Detroit Pistons il 17 luglio 2019.
Il 14 marzo 2020, Wood è risultato positivo al test per COVID-19

### Houston Rockets (2020-2022)
Il 24 novembre 2020, Wood ha rinnovato (per un contratto di tre anni da 41 milioni di dollari) con i Pistons per poi essere scambiato agli Houston Rockets in cambio di Trevor Ariza, i diritti per il draft di Isaiah Stewart, una futura scelta del secondo round e considerazioni di cassa. Il 26 dicembre 2020, Wood ha fatto il suo debutto con i Rockets, mettendo a segno 31 punti, 13 rimbalzi, tre assist e una stoppata, in una sconfitta di 128-126 ai tempi supplementari contro i Portland Trail Blazers. Nel gennaio 2022 viene sospeso dai Rockets, insieme a Kevin Porter Jr. a seguito di un duro confronto con l'assistente allenatore John Lucas III.

### Dallas Mavericks (2022–2023)
Il 24 giugno 2022, Wood è stato coinvolto in una trade che lo ha visto approdare ai Dallas Mavericks in cambio di Boban Marjanović, Trey Burke, Marquese Chriss, Sterling Brown, oltre ai diritti su Wendell Moore Jr. Wood è diventato il primo giocatore nella storia della franchigia a segnare almeno 25 punti nelle prime due partite giocate.

### Los Angeles Lakers (2023–oggi)
Wood è passato ai Los Angeles Lakers a settembre 2023. 
La sua avventura si caratterizza per delle statistiche mediocri (6.9 PPG and 5.1 RPG in 50 partite) e anche per gli infortuni al ginocchio, che lo costringono a saltare gli ultimi 2 mesi della stagione NBA 2023-24. Ha successivamente esercitato la player option tornando per l'anno successivo, non prima di aver subito un'altra operazione. L'11 febbraio 2025 viene tagliato dai Lakers, per fare posto ad Alex Len.

## Statistiche

### NCAA
| Anno      | Squadra        | PG | PT | MP   | TC%  | 3P%  | TL%  | RP   | AP  | PRP | SP  | PP   |
| --------- | -------------- | -- | -- | ---- | ---- | ---- | ---- | ---- | --- | --- | --- | ---- |
| 2013-2014 | UNLV R. Rebels | 30 | 2  | 13,0 | 41,0 | 22,0 | 80,0 | 3,2  | 0,3 | 0,3 | 1,0 | 4,5  |
| 2014-2015 | UNLV R. Rebels | 33 | 32 | 32,7 | 49,7 | 28,4 | 73,6 | 10,0 | 1,3 | 0,3 | 2,7 | 15,7 |
| Carriera  | Carriera       | 63 | 34 | 23,3 | 47,7 | 26,1 | 74,7 | 6,8  | 0,8 | 0,3 | 1,9 | 10,4 |

#### Massimi in carriera
- Massimo di punti: 31 vs Air Force (14 febbraio 2015)[5]
- Massimo di rimbalzi: 19 vs Fresno State (10 febbraio 2015)
- Massimo di assist: 5 vs St. Katherine (5 dicembre 2014)
- Massimo di palle rubate: 2 (3 volte)
- Massimo di stoppate: 7 vs Fresno State (10 febbraio 2015)
- Massimo di minuti giocati: 42 vs Boise State (13 gennaio 2015)

### NBA

#### Regular Season
| Anno      | Squadra            | PG  | PT  | MP   | TC%  | 3P%  | TL%  | RP   | AP  | PRP | SP  | PP   |
| --------- | ------------------ | --- | --- | ---- | ---- | ---- | ---- | ---- | --- | --- | --- | ---- |
| 2015-2016 | Philadelphia 76ers | 17  | 0   | 8,5  | 41,5 | 36,4 | 61,9 | 2,2  | 0,2 | 0,3 | 0,4 | 3,6  |
| 2016-2017 | Charlotte Hornets  | 13  | 0   | 8,2  | 52,2 | 0,0  | 73,3 | 2,2  | 0,2 | 0,2 | 0,5 | 2,7  |
| 2018-2019 | Milwaukee Bucks    | 13  | 0   | 4,8  | 48,0 | 60,0 | 66,7 | 1,5  | 0,2 | 0,0 | 0,0 | 2,8  |
| 2018-2019 | N.O. Pelicans      | 8   | 2   | 23,6 | 53,3 | 28,6 | 75,6 | 7,9  | 0,8 | 0,9 | 1,3 | 16,9 |
| 2019-2020 | Detroit Pistons    | 62  | 12  | 21,4 | 56,7 | 38,6 | 74,4 | 6,3  | 1,0 | 0,5 | 0,9 | 13,1 |
| 2020-2021 | Houston Rockets    | 41  | 41  | 32,3 | 51,4 | 37,4 | 63,1 | 9,6  | 1,7 | 0,8 | 1,2 | 21,0 |
| 2021-2022 | Houston Rockets    | 68  | 67  | 30,8 | 50,1 | 39,0 | 62,3 | 10,1 | 2,3 | 0,8 | 1,0 | 17,9 |
| 2022-2023 | Dallas Mavericks   | 67  | 17  | 25,9 | 51,5 | 37,6 | 77,2 | 7,3  | 1,8 | 0,4 | 1,1 | 16,6 |
| 2023-2024 | L.A. Lakers        | 50  | 1   | 17,4 | 46,6 | 30,7 | 70,2 | 5,1  | 1,0 | 0,3 | 0,7 | 6,9  |
| Carriera  | Carriera           | 339 | 140 | 23,2 | 51,4 | 37,2 | 69,4 | 7,0  | 1,4 | 0,5 | 0,9 | 13,6 |

#### Massimi in carriera
- Massimo di punti: 39 vs Washington Wizards (21 marzo 2022)[6]
- Massimo di rimbalzi: 21 vs Oklahoma City Thunder (29 novembre 2021)
- Massimo di assist: 8 vs Los Angeles Lakers (17 marzo 2023)
- Massimo di palle rubate: 4 (4 volte)
- Massimo di stoppate: 6 vs Atlanta Hawks (26 marzo 2019)
- Massimo di minuti giocati: 48 vs Los Angeles Lakers (12 gennaio 2023)

### G League
| Anno      | Squadra        | PG  | PT  | MP   | TC%  | 3P%  | TL%  | RP   | AP  | PRP | SP  | PP   |
| --------- | -------------- | --- | --- | ---- | ---- | ---- | ---- | ---- | --- | --- | --- | ---- |
| 2015-2016 | Delaware 87ers | 32  | 22  | 28,8 | 52,9 | 25,3 | 70,7 | 9,4  | 0,6 | 0,9 | 1,1 | 17,3 |
| 2016-2017 | Greens. Swarm  | 18  | 16  | 30,0 | 50,6 | 23,5 | 72,5 | 10,1 | 1,1 | 0,4 | 2,6 | 19,6 |
| 2017-2018 | Delaware 87ers | 45  | 42  | 33,1 | 54,3 | 31,9 | 79,6 | 10,3 | 2,3 | 1,2 | 1,7 | 23,3 |
| 2018-2019 | Wisconsin Herd | 28  | 28  | 35,3 | 55,8 | 26,5 | 75,3 | 14,0 | 2,4 | 1,0 | 2,1 | 29,3 |
| Carriera  | Carriera       | 123 | 108 | 32,0 | 53,9 | 28,1 | 75,8 | 10,9 | 1,7 | 1,0 | 1,8 | 22,6 |

## Palmarès
- NBA In-Season Tournament: 1

Los Angeles Lakers: 2023
- All-NBDL Second Team (2018)